# Гвадалупе (Аризона)
Гвадалупе (англ. Guadalupe) — місто (англ. town) в США, в окрузі Марікопа штату Аризона. Населення — 5322 особи (2020).

## Географія
Гвадалупе розташований за координатами 33°21′59″ пн. ш. 111°57′47″ зх. д. / 33.36639° пн. ш. 111.96306° зх. д. (33.366362, -111.963057).  За даними Бюро перепису населення США в 2010 році місто мало площу 2,09 км², уся площа — суходіл.

## Етимологія
Містечко Гвадалупе назване на честь Діви Гваделупської, покровительки Мексики.

## Демографія
Згідно з переписом 2010 року, у місті мешкали 5523 особи в 1292 домогосподарствах у складі 1092 родин. Густота населення становила 2638 осіб/км².  Було 1376 помешкань (657/км²).
Расовий склад населення:
| - 51,1 % — корінних американців - 19,8 % — білих - 1,5 % — чорних або афроамериканців - 0,1 % — вихідців з тихоокеанських островів - 22,4 % — осіб інших рас |

До двох чи більше рас належало 5,2 %. Частка іспаномовних становила 62,2 % від усіх жителів.
За віковим діапазоном населення розподілялося таким чином: 35,9 % — особи молодші 18 років, 56,0 % — особи у віці 18—64 років, 8,1 % — особи у віці 65 років та старші. Медіана віку мешканця становила 27,2 року. На 100 осіб жіночої статі у місті припадало 98,3 чоловіків;  на 100 жінок у віці від 18 років та старших — 96,7 чоловіків також старших 18 років.
Середній дохід на одне домашнє господарство  становив 39 022 долари США (медіана — 29 375), а середній дохід на одну сім'ю — 45 537 доларів (медіана — 36 477). Медіана доходів становила 32 348 доларів для чоловіків та 23 046 доларів для жінок. За межею бідності перебувало 24,8 % осіб, у тому числі 30,5 % дітей у віці до 18 років та 22,9 % осіб у віці 65 років та старших.
Цивільне працевлаштоване населення становило 2059 осіб. Основні галузі зайнятості: освіта, охорона здоров'я та соціальна допомога — 22,0 %, науковці, спеціалісти, менеджери — 17,3 %, мистецтво, розваги та відпочинок — 15,9 %.